# 앨라배마 대학교

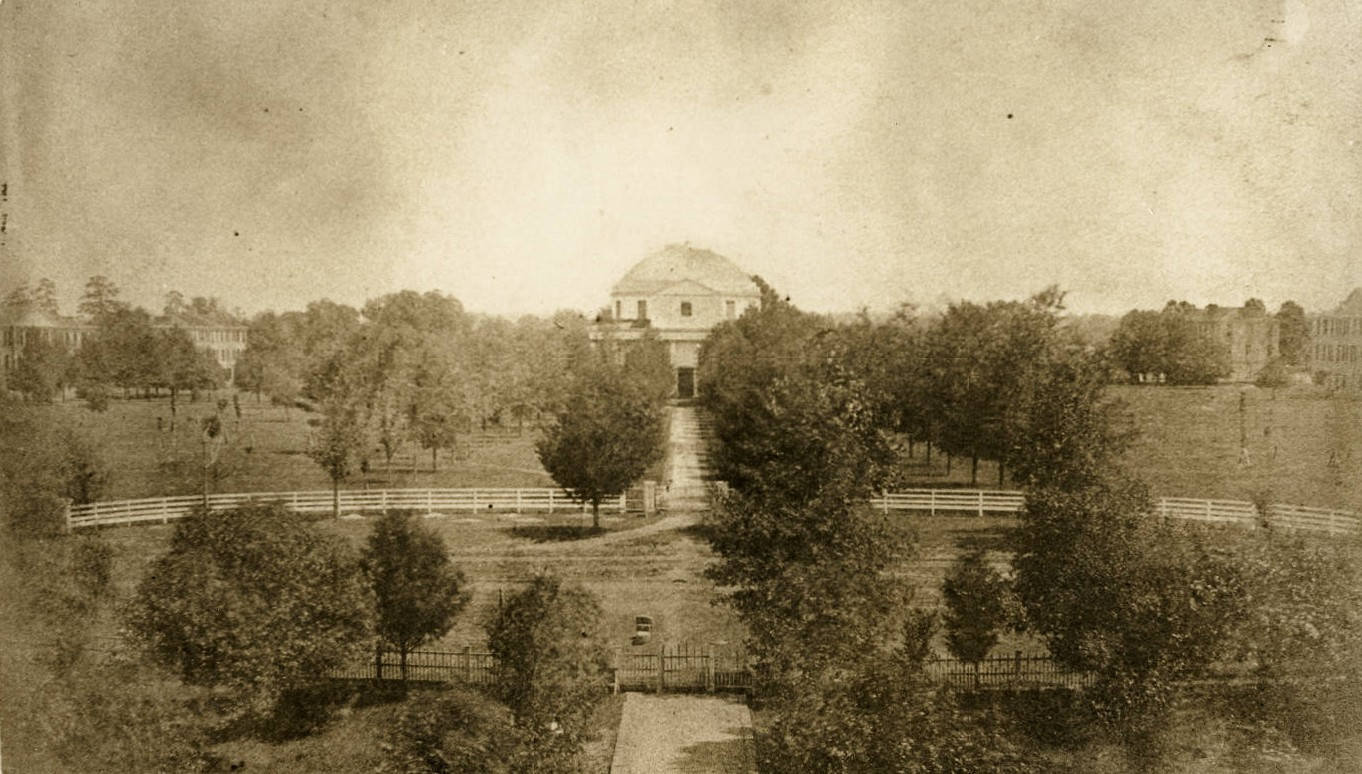
1859년도 모습. 원형건물은 중앙에 있는 것으로 보이며, 여러 홀들이 그 뒤에 있다. 이 모든 건물은 1865년 4월 4일에 파괴되었다.

앨라배마 대학교(The University of Alabama, Alabama, UA, 또는 일상회화에서 'Bama로 불린다)는 미국 앨라배마주 투스칼루사에 위치한 주립대학교이다. 1831년에 앨라배마 시스템 대학교의 본교로 설립되었다. 이 대학의 풋볼팀은 미국 동남부 내셔널 리그에서 최정상급이다. 경쟁자로는 어번에 위치한 어번대학 풋볼팀이 있다.

## 같이 보기
- 앨라배마주